# Provincia del Kasai Centrale
La provincia del Kasai Centrale, talvolta indicata come provincia di Lulua, (francese: Province du Kasaï-Central) è una delle 26 province della Repubblica Democratica del Congo. Il suo capoluogo è la città di Kananga.
La provincia si trova nel Congo centrale.
Nel precedente ordinamento amministrativo del Congo (in vigore fino al 2015) la provincia non esisteva in quanto faceva parte della più ampia Provincia del Kasai Occidentale.

## Geografia antropica

### Suddivisioni amministrative
La provincia del Kasai Centrale è suddivisa nelle città di Kananga (capoluogo) ed in 5 territori:
- territorio di Demba, capoluogo: Demba;
- territorio di Dibaya, capoluogo: Tshimbulu;
- territorio di Dimbelenge, capoluogo: Dimbelenge;
- territorio di Kazumba, capoluogo: Kazumba;
- territorio di Luiza, capoluogo: Luiza.